# مقبرة الشهداء (صنعاء)
مقبرة الشهداء أحد أشهر المقابر في العاصمة صنعاء تقع في منطقة باب اليمن جوار جامع الشهداء ومبنى «مجمع العرضي» (وزارة الدفاع).